# Oberscheid (Odenthal)
Oberscheid ist ein Wohnplatz in Oberodenthal in der Gemeinde Odenthal  im Rheinisch-Bergischen Kreis.

## Lage und Beschreibung
Oberscheid liegt im östlichen Teil der Gemeinde an der Grenze zu Kürten, nördlich von Durchmarsch.

## Geschichte
Die Topographia Ducatus Montani des Erich Philipp Ploennies, Blatt Amt Miselohe, belegt, dass der Wohnplatz 1715 als vier Höfe kategorisiert wurde und mit Scheid bezeichnet wurde.
Carl Friedrich von Wiebeking benennt die Hofschaft auf seiner Charte des Herzogthums Berg 1789 als Oberscheid. Aus ihr geht hervor, dass Oberscheid zu dieser Zeit Teil von Oberodenthal in der Herrschaft Odenthal war.
Unter der französischen Verwaltung zwischen 1806 und 1813 wurde die Herrschaft aufgelöst und Oberscheid wurde politisch der Mairie Odenthal im Kanton Bensberg zugeordnet. 1816 wandelten die Preußen die Mairie zur Bürgermeisterei Odenthal im Kreis Mülheim am Rhein.
Der Ort ist auf der Topographischen Aufnahme der Rheinlande von 1824 als Scheid und auf der Preußischen Uraufnahme von 1840 als Ober Scheid verzeichnet. Ab der Preußischen Neuaufnahme von 1892 ist er auf Messtischblättern regelmäßig als Oberscheid oder ohne Namen verzeichnet.
| Jahr | Einwohner | Wohngebäude | Kategorie  | Politische / kirchliche Zugehörigkeit                           |
| ---- | --------- | ----------- | ---------- | --------------------------------------------------------------- |
| 1822 | 47        |             |            | Bürgermeisterei Odenthal, Kirchspiel Odenthal                   |
| 1830 | 57        |             | Ackergut   | Bürgermeisterei Odenthal, Kirchspiel Odenthal                   |
| 1845 | 68        | 11          | Ackergüter | Bürgermeisterei Odenthal, Kirchspiel Odenthal, gen. Ober-Scheid |
| 1871 | 49        | 9           | Hofstelle  | Bürgermeisterei Odenthal, Kirchspiel Odenthal                   |
| 1885 | 39        | 8           | Ortschaft  | Bürgermeisterei Odenthal, Kirchspiel Odenthal                   |
| 1895 | 40        | 7           | Ortschaft  | Bürgermeisterei Odenthal, Kirchspiel Odenthal                   |
| 1905 | 40        | 7           | Ortschaft  | Bürgermeisterei Odenthal, Kirchspiel Odenthal                   |

Seit 1910 gehört die Ortschaft kirchlich zum Rektorat Herrenstrunden, das 1918 eigenständige Pfarre wurde.